# Tito Schipa
Tito Schipa (né le 27 décembre 1888 à Lecce et mort le 16 décembre 1965 à New York) est un ténor italien, compté parmi les plus grands chanteurs d'opéra du XXe siècle, et surnommé « le prince des ténors. »

## Biographie
Rafaele Attilio Amedeo Schipa, surnommé rapidement Tito, étudie à Lecce avec Alceste Gerunda, pendant 6 ans puis à Milan avec Emilio Piccoli. Il débute à Vercelli en 1910, dans le rôle d'Alfredo dans La traviata. Il chante alors dans toute l'Italie, ainsi qu'à Buenos Aires, et s'impose rapidement dans les opéras tels Il Barbiere di Siviglia, L'elisir d'amore, Don Pasquale, La sonnambula, Lucia di Lammermoor, Rigoletto, Faust, Mignon, Manon, Werther, Cavalleria rusticana, L'arlesiana, La Bohème, Tosca, etc.
Après une tournée en Amérique du Sud en 1914, il est remarqué par le chef d'orchestre Arturo Toscanini et débute à La Scala de Milan en 1915, dans Le Prince Igor. Il parait à Barcelone, Madrid, Lisbonne, et crée à l'Opéra de Monte-Carlo le rôle de Ruggiero de La Rondine de Puccini, en 1917.
Ses débuts américains ont lieu au Lyric Opera de Chicago en 1920, où il chantera régulièrement jusqu'en 1932, puis au Metropolitan Opera de New York de 1932 à 1935. À partir de 1937, il participe à plusieurs films.
Il passe les années de guerre en Italie où ses liens avec la famille Mussolini et avec Achille Starace entachent sa réputation. En 1937, lors d'une tournée en Australie, il concluait chaque récital par un salut fasciste.
Il fait ses débuts à l'Opéra-Comique en 1946, et chante aussi à Marseille, Nice et Bordeaux. Il quitte la scène en 1955, mais continue de se produire en concert jusqu'en 1963.
Ayant paru en public pendant presque 55 années consécutives, y compris dans des rôles plus adaptés à des ténors héroïques ou spinto, il brilla par son goût raffiné, son élégance vocale et scénique, sa musicalité et son riche éventail de couleurs, ainsi que sa diction aristocratique qui fit de lui un interprète exceptionnel du répertoire de tenore di grazia. Même son plus célèbre rival, Beniamino Gigli, déclara: « Nous devons tous nous incliner devant sa grandeur. »
Schipa s'adonna aussi au professorat, parmi ses élèves les plus célèbres, le ténor Cesare Valletti. Il publia son autobiographie « Si confessa », en 1961. Son frère Carlo (1900-1988) a émigré aux États-Unis où il a été acteur, et a été le manager financier de son frère, particulièrement pendant sa période californienne.
Schipa a tourné dans plusieurs films, dont "Tre uomini in frak" de Mario Bonnard (1933).
Sa ville natale l'honore en diffusant, chaque dimanche à midi, sur la place Sant'Oronzo, un des grands airs qu'il a chantés.

## Filmographie
- 1938 : Terre de feu de Marcel L'Herbier
- 1939 : Terra di fuoco de Giorgio Ferroni et Marcel L'Herbier, version italienne du précédent